# Eois bellissima
Eois bellissima là một loài bướm đêm trong họ Geometridae.